# Maya-Stele

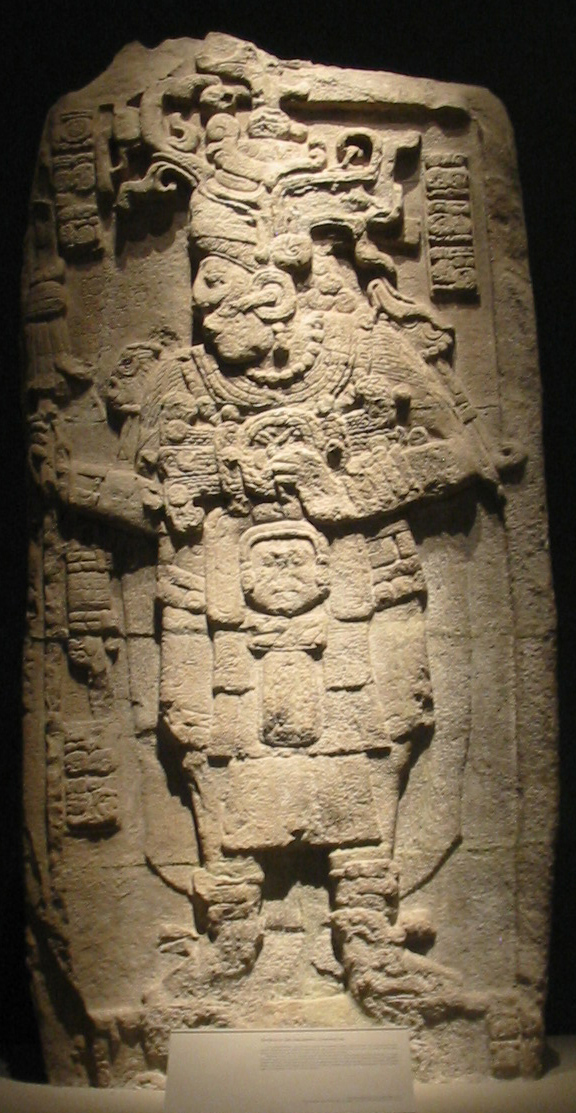
Calakmul, Stele 51 (731)

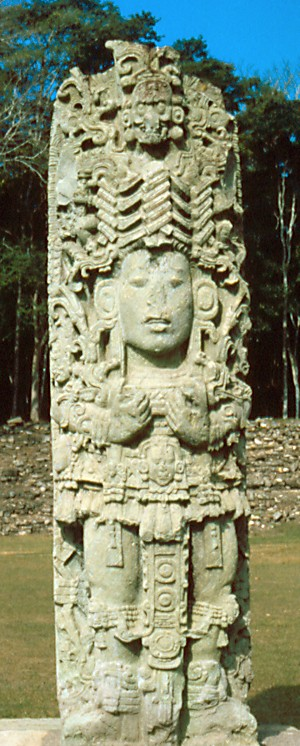
Copán, Stele H (731)

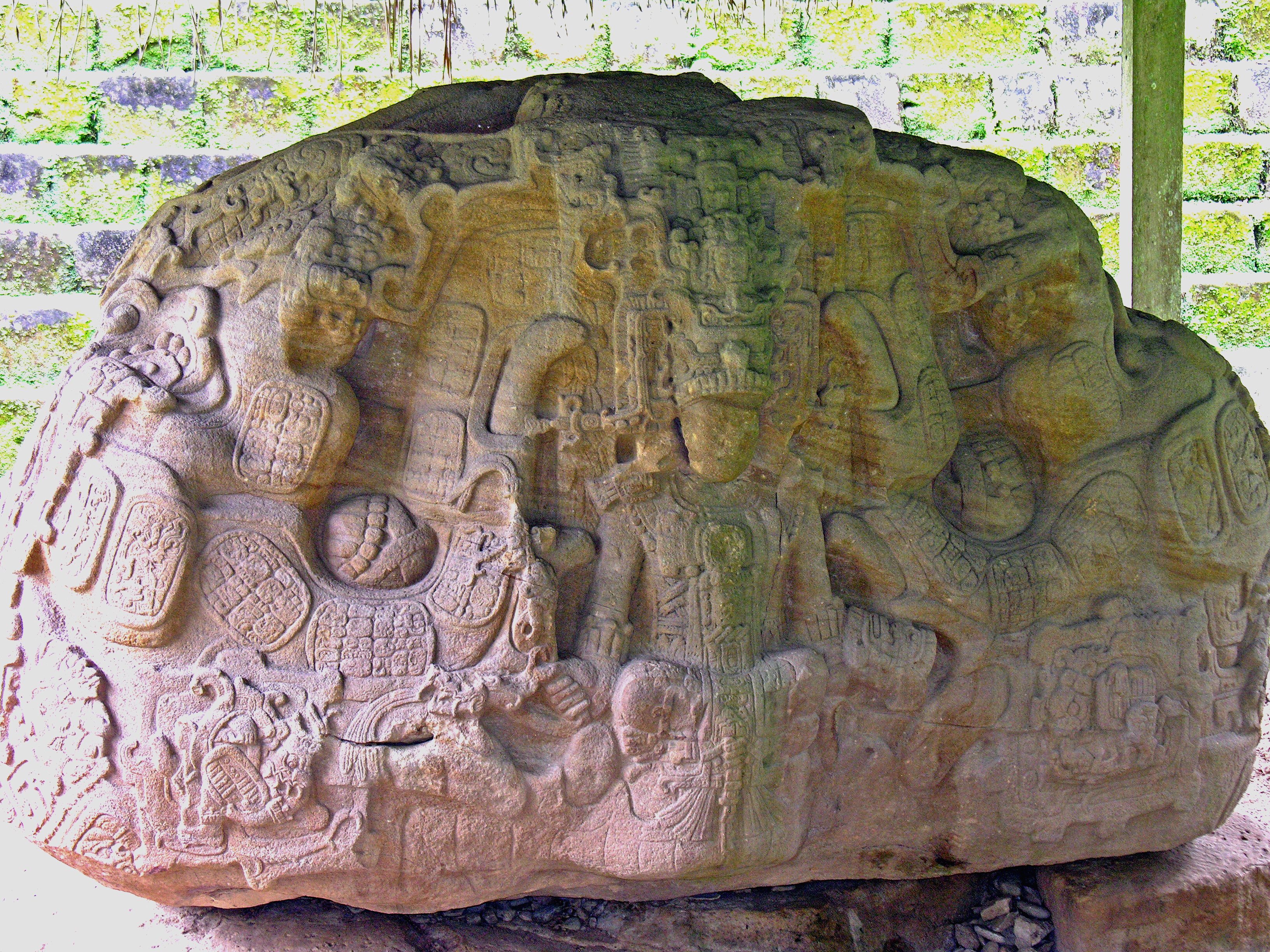
Quiriguá, Zoomorph P (795)

Maya-Stelen sind freistehende, meist allseitig mit Figurenreliefs und Schriftzeichen (Maya-Schrift) versehene Stelen im Gebiet der Maya-Kultur im Hoch- und Tiefland Mesoamerikas. Ihre Zahl variiert je nach Kultstätte zwischen einigen wenigen (z. B. Machaquilá) und über 160 (Calakmul). Sie gelten als die bedeutendste Kunstform der Maya.

## Geschichte
Die Errichtung von Stelen begann bereits vor der Zeitenwende in den wahrscheinlich olmekisch beeinflussten Gebieten von Chiapa de Corzo und Tres Zapotes (jeweils um 30 v. Chr.). Im Maya-Gebiet ist der Beginn etwa um 300 n. Chr. und das Ende um etwa 900 n. Chr. anzusetzen; eine zahlenmäßige und künstlerische Blütezeit erlebten sie im 8. und 9. Jahrhundert. Viele Stelen stürzten durch Naturkräfte (Baumwurzeln, Erdbeben) um, andere wurden wohl von Menschenhand (durch Feinde oder im Zuge der Abwanderung) umgestoßen und zerstört. Einige wenige Stelen wurden auch in nachklassischer Zeit noch zu kultischen Zwecken genutzt.

## Material
In den allermeisten Fällen bestehen die Stelen aus Kalk- oder Sandstein, die mit den verfügbaren härteren Steinmaterialien (Feuerstein, Obsidian etc.) relativ leicht bearbeitet werden konnten. Andererseits sind gerade deshalb viele Stelen in einem sehr schlechten Zustand, da sie mehr als ein Jahrtausend lang diversen Umwelteinflüssen ausgesetzt waren.

## Form
Üblicherweise sind die zumeist ca. 2 bis 3 m hohen, etwa 1 bis 2 m breiten, ca. 30 bis 50 cm dicken und oben häufig abgerundeten Stelen allseitig bearbeitet; die Schauseiten sind manchmal mit einem Rand eingefasst. Die mit 10,60 m höchste Stele befindet sich in Quiriguá (Guatemala). In Copán (Honduras) und Toniná (Chiapas) sind einige Monumente beinahe vollplastisch gearbeitet. Einige wenige Stelen sind nicht reliefiert, sondern nur geglättet; Figuren und Glyphen waren in diesen Fällen wohl aufgemalt.
Vielen Stelen (v. a. in Tikal) ist ein großer, meist runder und in vielen Fällen ebenfalls reliefierter Stein vorgelegt, der als Opferaltar interpretiert wird.
Erwähnenswert sind in diesem Zusammenhang auch die zoomorph gestalteten Steine in Quiriguá, die sowohl als Stelenersatz als auch als Opfersteine aufgefasst werden können.

## Inhalt
Wie die russisch-stämmige Forscherin Tatiana Proskouriakoff in den späten 1950er und frühen 1960er Jahren anhand der Stelen von Piedras Negras herausfand, sind Maya-Stelen eng verknüpft mit den jeweiligen Herrschern; diese sind reich gekleidet und mit einem aufwändigen Kopfputz dargestellt, der in einigen Fällen beinahe ein Drittel der Gesamtfigur einnimmt. Häufig halten sie eine Art „Zepter“ in ihren Händen. Im nördlichen Maya-Tiefland sind die Herrscherreliefs eher flach; bevorzugt werden Profildarstellungen. Im südlichen Hügelland gewinnen die Figuren an Plastizität; vorherrschend ist die Frontalansicht.
Die Stelen geben in der Regel Auskunft über die Rechtmäßigkeit und das Jahr der Thronbesteigung sowie über Thronjubiläen und andere bedeutende Ereignisse (z. B. Beginn eines uinal oder tun-Zyklus). Anlässlich eines Sieges über eine Nachbarstadt werden häufig gefesselte (und zum Opfertod bestimmte) Gegner zu Füßen des jeweiligen Herrschers dargestellt.
Einige wenige späte Stelen der Cotzumalhuapa-Kultur zeigen Ballspieler und evtl. Götter (z. B. Bilbao) oder andere Motive; dafür fehlen Glyphen etc.